# NGC 3727
NGC 3727 је лентикуларна галаксија у сазвежђу Пехар која се налази на NGC листи објеката дубоког неба.
Деклинација објекта је - 13° 52' 42" а ректасцензија 11h 33m 40,9s. Привидна величина (магнитуда) објекта NGC 3727 износи 14,1 а фотографска магнитуда 15,1. NGC 3727 је још познат и под ознакама NPM1G -13.0331, PGC 35697.